# Boris Živanović
Boris Živanović, (Belgrád, 1989. július 18. –) szerb labdarúgó, jelenleg a Szeged 2011 játékosa.

## További információ
- Adatlapja a Hivatásos Labdarúgók Szövetségének honlapján. (magyarul)
- Adatlapja a soccerway.com oldalon (angolul)